# 심마니 (포털 사이트)
심마니(Simmani)는 대한민국의 옛 포털 사이트이다. 한글과 컴퓨터가 자연어를 검색하는 엔진으로 개발했으며, 한글프로96, 한글97의 CD에 수록되어 있었다. 1998년에 LG 인터넷이 인수하여 채널아이의 검색엔진에 속해있다가 LG 유플러스의 알뜰폰사업자인 미디어로그 (구 데이콤멀티미디어인터넷)의 포털인 천리안과 합쳐져서 자료실과 포털 검색 용도로 명맥을 유지하다가 사업이 중단 되었다.